# ウォルター・バトラー (第16代オーモンド伯爵)
第16代オーモンド伯爵および第9代オソリー伯爵ウォルター・バトラー（英語: Walter Butler, 16th Earl of Ormonde and 9th Earl of Ossory、1703年6月10日 – 1783年6月2日）は、法律上のアイルランド貴族。存命中に爵位の称号を使用することはなかった。

## 生涯
ジョン・バトラー・オブ・ガリーリッケン（John Butler of Garryricken）とフランシス・バトラー（Frances Butler）の息子として、1703年6月10日に生まれた。
1732年12月19日、エレン・モレス（Ellen Morres、1794年1月没、ニコラス・モレスの娘）と結婚、1男3女を儲けた。
- フランシス - モーガン・カヴァナーグ（Morgan Kavanagh）と結婚[2]
- スザンナ - トマス・カヴァナーグ（Thomas Kavanagh）と結婚[2]
- エリナー（1739年 – 1829年） - ランゴレンの貴婦人の1人
- ジョン（英語版）（1740年 – 1795年） - 第17代オーモンド伯爵、第10代オソリー伯爵

1766年6月24日に伯父トマス・バトラーの息子ジョン・バトラーが死去した。ジョンは法律上の第15代オーモンド伯爵および第8代オソリー伯爵であり、その死後はウォルター・バトラーが法律上の第16代オーモンド伯爵および第9代オソリー伯爵となっていたが、第2代オーモンド公爵ジェームズ・バトラーの私権剥奪に関する裁定が変更された結果としての継承であり、裁定変更はウォルター・バトラーの死後（1791年）に行われたため、ジョン・バトラーもウォルター・バトラーも爵位を称号として使用することはなかった。
1783年6月2日に死去した。息子ジョンは1791年にアイルランド貴族院から爵位継承を認められた。